# Leo Gavero
Leo Gavero (Roma) es un actor italiano. Ha participado y trabajado en 23 producciones aproximadamente, y se destaca en su trabajo en la película Zombi 2, dirigida por Lucio Fulci. Actualmente está retirado del mundo cinematográfico y su debut fue en 1962, y su última aparición en la televisión fue en 1984.

## Filmografía
- Appuntamento in Riviera de Mario Mattoli (1962)
- I quattro tassisti de Giorgio Bianchi (1963)
- Peggio per me... meglio per te de Bruno Corbucci (1967)
- Tenente Sheridan: Soltanto una voce de Leonardo Cortese (película para tv) (1967)
- Non cantare, spara de Daniele D'Anza (película para tv) (1968)
- Ciccio perdona... Io no! de Marcello Ciorciolini (1968)
- Spara, Gringo, spara de Bruno Corbucci (1968)
- La rivoluzione sessuale de Riccardo Ghione (1968)
- Nero Wolfe: La bella bugiarda de Giuliana Berlinguer (película para tv) (1971)
- Bluff - Storia di truffe e di imbroglioni de Sergio Corbucci (1976)
- Orazi e Curiazi 3 - 2 de Giorgio Mariuzzo (1977)
- Il... Belpaese de Luciano Salce (1977)
- Squadra antigangsters de Bruno Corbucci (1979)
- Assassinio sul Tevere de Bruno Corbucci (1979)
- Zombi 2 de Lucio Fulci (1979)
- Uno contro l'altro, praticamente amici de Bruno Corbucci (1980)
- Il ficcanaso de Bruno Corbucci (1981)
- Delitto a Porta Romana de Bruno Corbucci (1981)
- I miracoloni de Francesco Massaro (1981)
- La casa stregata de Bruno Corbucci (1982)
- Il diavolo e l'acquasanta de Bruno Corbucci (1983)
- Delitto in Formula Uno de Bruno Corbucci (1984)
- Le volpi della notte de Bruno Corbucci (1984)

## Actuaciones en teatro
- Hola fantasmas!, escrita y dirigida por Giulio Scarnicci y Renzo Bitterns , con Ugo Tognazzi , Elena Giusti, Raimondo Vianello , Leo Gavero, música de Lelio Luttazzi , Giovanni D'Anzi, estrenada en Milán, 1952.
- Barbanegra, con la música, argumento y dirección de Giulio Scarnicci y Renzo Bitterns, estrenada el 11 de octubre de 1953. con Ugo Tognazzi, Elena Giusti, Raimondo Vianello, Leo Gavero, Paul Gozlino